# 高位眶灯鱼
高位眶灯鱼（学名：Diaphus similis）为灯笼鱼科眶灯鱼属的鱼类。分布于中太平洋以及南海等海域，属于热带海洋小型深海鱼类，棲息深度可達621公尺，體長可達7.2公分。该物种的模式产地在中太平洋。

## 扩展阅读
維基物種上的相關：高位眶灯鱼